# Jiřičná
Jiřičná je malá vesnice, část obce Petrovice u Sušice v okrese Klatovy v Plzeňském kraji. Nachází se zhruba 1,5 kilometru jižně od Petrovic a šest kilometrů jihozápadně od Sušice, rozložena na levé straně údolí potoka Volšovky. Okrajem vesnice probíhá silnice II/145. V roce 2011 zde trvale žilo 44 obyvatel.

## Historie
První písemná zmínka o vesnici pochází z roku 1414.

## Obyvatelstvo
| Rok            | 1869 | 1880 | 1890 | 1900 | 1910 | 1921 | 1930 | 1950 | 1961 | 1970 | 1980 | 1991 | 2001 | 2011 | 2021 |
| -------------- | ---- | ---- | ---- | ---- | ---- | ---- | ---- | ---- | ---- | ---- | ---- | ---- | ---- | ---- | ---- |
| Počet obyvatel | 145  | 131  | 156  | 177  | 152  | 132  | 117  | 72   | 61   | 65   | 61   | 51   | 44   | 44   | 27   |
| Počet domů     | 25   | 22   | 21   | 20   | 21   | 20   | 21   | 20   | 20   | 17   | 15   | 17   | 19   | 22   | 21   |

## Obecní správa
Při sčítání lidu v letech 1850–1959 Jiřičná byla samostatnou obcí v okrese Sušice. Od roku 1960 je částí obce Petrovice u Sušice v okrese Klatovy. V letech 1850–1959 k obci patřily Kojšice, Loučová, Nová Víska a Světlá.

## Pamětihodnosti
- Asi půl kilometru severně od vesnice se na výrazné ostrožně nad potokem Volšovkou nachází památkově chráněné terénní pozůstatky hradu pod Hrnčířem, který existoval po krátkou dobu okolo poloviny 13. století.[8]
- Lípa pod penzionem, památný strom